# Liste der Baudenkmale in Dahlenburg
In der Liste der Baudenkmale in Dahlenburg sind die Baudenkmale der niedersächsischen Gemeinde Dahlenburg und ihrer Ortsteile aufgelistet. Der Stand der Liste ist der 23. Januar 2023. Die Quelle der  Baudenkmale ist der Denkmalatlas Niedersachsen.

## Allgemein
In den Spalten befinden sich folgende Informationen:
- Lage: die Adresse des Baudenkmales und die geographischen Koordinaten. Kartenansicht, um Koordinaten zu setzen. In der Kartenansicht sind Baudenkmale ohne Koordinaten mit einem roten Marker dargestellt und können in der Karte gesetzt werden. Baudenkmale ohne Bild sind mit einem blauen Marker gekennzeichnet, Baudenkmale mit Bild mit einem grünen Marker.
- Bezeichnung: Bezeichnung des Baudenkmales
- Beschreibung: die Beschreibung des Baudenkmales. Unter § 3 Abs. 2 NDSchG werden Einzeldenkmale und unter § 3 Abs. 3 NDSchG Gruppen baulicher Anlagen und deren Bestandteile ausgewiesen.
- ID: die Objekt-ID des Baudenkmales
- Bild: ein Bild des Baudenkmales, ggf. zusätzlich mit einem Link zu weiteren Fotos des Baudenkmals im Medienarchiv Wikimedia Commons. Wenn man auf das Kamerasymbol klickt, können Fotos zu Baudenkmalen aus dieser Liste hochgeladen werden:

## Dahlenburg

### Gruppe: Kirchplatz
Die Gruppe hat die ID: 34326232.

| Lage                                  | Bezeichnung                   | Beschreibung | ID       | Bild           |
| ------------------------------------- | ----------------------------- | --- | -------- | -------------- |
| Am Markt 53° 11′ 12″ N, 10° 44′ 33″ O | Kriegerdenkmal                | | 28825941 |                |
| Am Markt 53° 11′ 12″ N, 10° 44′ 32″ O | Kirche St. Johannes (Bauwerk) | Neogotische Saalkirche aus Back- und Feldsteinen auf Überresten des Vorgängerbaus, von dem insbesondere die Südwand und die polygonalen Chorwände erhalten sind; im Westen Turm über quadratischen Grundriss, im Norden Seitenschiffanbau mit vorgelagertem, von zwei Seitentürmen flankierten Haupteingang und polygonaler Sakristei auf Südseite. Vielgestaltige Dachlandschaft in roter Hohlpfannendeckung, der Glockenturm unter Pyramidendach, die beiden Türme des Nordeingangs unter Zeltdach, alle in roter Mönch-Nonne-Deckung. Architekt: Wilhelm Matthies, Bardowick. Errichtet 1903-1905. 1967 im Norden neuer Eingangsvorbau vorgesetzt und Empore im Seitenschiff durch Umbau zum Gemeindesaal zum Hauptschiff hin durch Wand geschlossen. | 28825920 | Weitere Bilder |

### Einzelobjekte
| Lage                                                 | Bezeichnung                                 | Beschreibung | ID       | Bild |
| ---------------------------------------------------- | ------------------------------------------- | --- | -------- | ---- |
| Am Markt 6 53° 11′ 11″ N, 10° 44′ 32″ O              | Wohnhaus                                    | Traufständiger, eingeschossiger Fachwerkbau mit Backsteinausfachung über Feldsteinsockel unter Halbwalmdach in Hohlpfannendeckung. Symmetrische Fassade. Betonung der Achsmitte durch breites Zwerchhaus über dem Eingang. Zwei vorgelagerte Eingangsstufen. Errichtet Anfang 19. Jh. | 28827129 |      |
| Am Markt 8 53° 11′ 13″ N, 10° 44′ 32″ O              | Wohnhaus                                    | Traufständiger, zweigeschossiger Fachwerkbau unter Halbwalmdach in Hohlpfannendeckung. Symmetrischer Fassadenaufriss mit mittigem Eingang und Zwerchhaus. Südseite aus Backsteinmauerwerk; Westseite und Ostgiebel mit Faserzementrauten verhangen. Dachüberstand mit Kassettierung. Geschosstrennendes stark verkröpftes Holzgesims. Errichtet gegen 1830. Eingangstür gegen 1890. | 28825959 |      |
| Am Markt 12 53° 11′ 13″ N, 10° 44′ 32″ O             | Wohnhaus                                    | Traufständiger, eingeschossiger, abgewinkelter Fachwerkbau mit ausgebautem Drempelgeschoss und Backsteinfassade zur Straße unter Satteldach in Ziegelpfannendeckung. An Abwicklung übergiebelter Eingangsrisalit. Im Südwesten Toreinfahrt. Fassade mit plastischem Ziegeldekor reich gegliedert. Errichtet Ende 19. Jh. | 28825978 | BW   |
| Bahnhofstraße 26 53° 11′ 7″ N, 10° 44′ 3″ O          | Wohnhaus                                    | Wohnhaus mit stark gegliederten Grund- und Aufriss aus roten Backsteinen, reich gegliedert durch gelb abgesetzte Rahmungen und Ecklisenen sowie grünen Formsteinen unter mit grün glasierten Falzziegeln gedeckter Dachlandschaft. Errichtet gegen 1900. | 28826016 | BW   |
| Dannenberger Straße 6 53° 11′ 9″ N, 10° 44′ 39″ O    | Wohnhaus                                    | Traufständiger, zweigeschossiger Backsteinbau mit gelber Backsteinfassade auf verputztem Sockel, unter Mansarddach in Hohlpfannendeckung. Asymmetrisch aufgeteilte Fassade mit wechselnden Fenstergrößen- und formen, vertiefte Fensterfelder und verputzte Wandflächen, im Westteil Hofdurchfahrt, mittiges Zwerchhaus mit Segmentgiebel, seitlich bekrönende Aufsätze, bis ins OG als Lisenen heruntergezogen sind. Im OG Balkon mit eisernen Konsolen und Brüstungsgitter. Errichtet 1912/13. | 28826035 | BW   |
| Dannenberger Straße 7 53° 11′ 7″ N, 10° 44′ 38″ O    | Hotel                                       | Zweigeschossiger Fachwerkbau mit weiß geschlämmten Backsteinausfachungen auf verputzten Sockel unter Halbwalmdach in Hohlpfannendeckung. In der Fassade regelmäßiges Gefüge mit außermittigen Eingang. Errichtet Mitte 19. Jh. | 28826054 | BW   |
| Dannenberger Straße 8 53° 11′ 9″ N, 10° 44′ 38″ O    | Wohnhaus                                    | Traufständiger zweigeschossiger Fachwerkbau mit weiß geschlämmten Backsteinausfachungen auf verputztem Sockel unter Halbwalmdach in Hohlpfannendeckung. In der Fassade regelmäßiges Gefüge mit außermittigem Eingang. Errichtet Mitte 19. Jh. | 28826075 | BW   |
| Johannisstraße 13 53° 11′ 12″ N, 10° 44′ 28″ O       | Wohn-/ Wirtschaftsgebäude (Pfarrhof, ehem.) | Eingeschossiger Fachwerkbau in Vierständerbauweise mit Backsteinausfachung unter Halbwalmdach in Hohlpfannendeckung. Giebeltrapez auf Balkenköpfen vorkragend, regelmäßige Anordnung der Kopf- und Fußstrebenpaare. Bauinschrift über dem Dielentor. Errichtet 1665(i). Jüngerer quergelagerter Wohnanbau. | 28826189 | BW   |
| Lüneburger Landstraße 53° 11′ 21″ N, 10° 44′ 0″ O    | St. Laurentius                              | Rechteckige Saalkirche aus Feldsteinbau unter Walmdach in Ziegelpfannendeckung, spitzbogige Fenster. Errichtet im ersten Drittel des 13. Jh. Umbau zum Heimatmuseum 1928. | 28826227 | BW   |
| Lüneburger Landstraße 53° 11′ 21″ N, 10° 43′ 57″ O   | Friedhof                                    | | 28827209 | BW   |
| Lüneburger Landstraße 2 53° 11′ 19″ N, 10° 44′ 13″ O | Wohnhaus                                    | Traufständiger, eingeschossiger Backsteinbau mit ausgebautem Drempelgeschoss unter Halbwalmdach ursprünglich in grüner Falzziegeldeckung. Mittiger Eingangsrisalit und Loggienvorbau mit darüber liegender Terrasse an Ostseite. Symmetrische Fassade gegliedert durch farblich abgesetzte, gemusterte Ziegelsetzungen aus gelb und grün glasierten Formsteinen. Errichtet gegen 1900. | 28826247 | BW   |
| Mühlenstraße 4 53° 11′ 17″ N, 10° 44′ 33″ O          | Mehrfamilienhaus                            | Zweigeschossiges Eckgebäude auf L-förmigem Grundriss mit nach Osten anschließenden eingeschossigen Wirtschaftsgebäude. Roter Backsteinbau über Ziegelsockel unter Walm- bzw. Halbwalmdach in Hohlpfannendeckung. Asymmetrischer Gebäudeaufriss mit wechselnden Fensterformaten und kleinen Vorbauten. Fassade zur Mühlenstraße mit außermittigem, nur wenig vortretendem Risalit mit überwalmtem Giebel mit Fluggespärre sowie kleinem polygonalem Standerker und vertieft liegendem Eingang mit vorgelagerter Treppe. Fensterbögen und Brüstungsfelder mit gelben Ziegeln abgesetzt und Gesimsbändern in Ziegeldekor. Errichtet gegen 1910. | 28826285 | BW   |
| Bahnhofsweg 4 53° 10′ 10″ N, 10° 42′ 32″ O           | Empfangsgebäude                             | An der Eisenbahnlinie Lüneburg-Hitzacker. Traufständiger, langgezogener, zweigeschossiger Backsteinbau unter flach geneigtem Walmdach. Mittelrisalit mit Eingängen an Langseite vorgezogen. Seiteneingänge an Westseite durch gestaffelte Vorbauten abgesetzt. Rundbogige Fenster- und Türöffnungen. Dekor aus Formziegeln und farbig abgesetzten Backsteinen, u.a. weit auskragendes Traufgesims auf Konsolen. Errichtet gegen 1875. | 28826909 | BW   |

## Bargmoor

### Einzelobjekte
| Lage                                 | Bezeichnung               | Beschreibung | ID       | Bild |
| ------------------------------------ | ------------------------- | --- | -------- | ---- |
| Bargmoor 53° 14′ 21″ N, 10° 42′ 1″ O | Wohn-/ Wirtschaftsgebäude | Eingeschossiger Fachwerkbau in Zweiständerbauweise mit Backsteinausfachung unter Halbwalmdach in Hohlpfannendeckung. Errichtet 1837(i). – Wohnteil nach Süden nachträglich erweitert. | 28826304 | BW   |

## Becklingen

### Gruppe: Becklingen Nr. 1 / 1a
Die Gruppe hat die ID: 34326165.

| Lage                                       | Bezeichnung               | Beschreibung | ID       | Bild |
| ------------------------------------------ | ------------------------- | --- | -------- | ---- |
| Becklingen 1 53° 10′ 7″ N, 10° 38′ 20″ O   | Scheune                   | Fachwerkbau mit Backsteinausfachung unter Halbwalmdach. Westseite aus Backstein erneuert. Errichtet 1831. | 28826380 | BW   |
| Becklingen 1 53° 10′ 8″ N, 10° 38′ 22″ O   | Wohn-/ Wirtschaftsgebäude | Eingeschossiger Fachwerkbau auf Hausteinsockel in Vierständerbauweise mit Backsteinausfachung unter Halbwalmdach ursprünglich in Ziegeldeckung. Über dem Fletteingängen zu beiden Seiten jeweils ein Zwerchhaus. Bauinschrift über dem Dielentor. Errichtet 1864(i). | 28825552 | BW   |
| Becklingen 1 a 53° 10′ 4″ N, 10° 38′ 19″ O | Wohnhaus (Heuerhaus)      | Eingeschossiger Fachwerkbau auf Feldsteinsockel in Zweiständerbauweise mit Backsteinausfachung unter Halbwalmdach. Dielentor nach Umbau vermauert. Errichtet 1831.                                                                                                   | 28826397 | BW   |

## Buendorf

### Einzelobjekte
| Lage                                     | Bezeichnung | Beschreibung | ID       | Bild |
| ---------------------------------------- | ----------- | --- | -------- | ---- |
| Buendorf 40 53° 10′ 44″ N, 10° 45′ 12″ O | Wohnhaus    | Traufständiger, eingeschossiger breit gelagerter Backsteinbau mit Drempelgeschoss unter Halbwalmdach ursprünglich in Schiefdeckung. Eingangszone als Mittelrisalit mit vorgelagerter Terrasse. Gliederung der Fassade durch reiches Ziegeldekor. Dreiecksgiebel mit schmückenden Bekrönungen. Errichtet 1891(i). | 28825745 | BW   |

## Ellringen

### Gruppe Ellringer Neetzetal 23, 25
Die Gruppe hat die ID: 34326351. Zwei Hofanlagen. Neetzetal 23 ist mit Wohn-/Wirtschaftsgebäude und Schafstall. Hofanlage Neetzetal 25, von Gebäuden umschlossenen Wirtschaftshof besteht aus Wohn-/Wirtschaftsgebäude und angebauten Stall.

| Lage                                                | Bezeichnung               | Beschreibung | ID       | Bild |
| --------------------------------------------------- | ------------------------- | --- | -------- | ---- |
| Ellringer Neetzetal 23 53° 13′ 26″ N, 10° 42′ 9″ O  | Stall                     | L-förmiger, langgestreckter Fachwerkbau auf Feldsteinsockel mit Ziegelausfachung unter Satteldach in Hohlpfannendeckung. Errichtet gegen 1860.                                                      | 28825595 | BW   |
| Ellringer Neetzetal 23 53° 13′ 26″ N, 10° 42′ 10″ O | Wohn-/ Wirtschaftsgebäude | Eingeschossiger Fachwerkbau in Zweiständerbauweise auf Feldsteinsockel unter Halbwalmdach ursprünglich in Weichdeckung. Spruchinschriften und Bauinschrift am Wirtschaftsgiebel. Errichtet 1855(i). | 28825633 | BW   |
| Ellringer Neetzetal 23 53° 13′ 25″ N, 10° 42′ 11″ O | Schafstall                | Fachwerkbau mit Backsteinausfachung unter Halbwalmdach mit Hohlpfannendeckung. Zwei Tore. Errichtet gegen 1860.                                                                                     | 28825764 | BW   |
| Ellringer Neetzetal 23 53° 13′ 26″ N, 10° 42′ 12″ O | Feldsteinmauer            | Feldsteinmauer an der Hauptstraße zur Einfriedung der Hofanlagen | 28825888 | BW   |
| Ellringer Neetzetal 25 53° 13′ 27″ N, 10° 42′ 7″ O  | Wohn-/ Wirtschaftsgebäude | Eingeschossiger Fachwerkbau in Zweiständerbauweise auf Feldsteinsockel unter Halbwalmdach in Falzziegeldeckung. Bauinschrift am Wirtschaftsgiebel. Errichtet 1834(i).                               | 28825821 | BW   |
| Ellringer Neetzetal 25 53° 13′ 26″ N, 10° 42′ 6″ O  | Stall                     | Langgestreckter Fachwerkbau auf Feldsteinsockel mit Backsteinausfachung unter Satteldach in Hohlpfannendeckung. Direkte Anbindung an das Wohn-/Wirtschaftsgebäude. Errichtet gegen 1880.            | 28825783 | BW   |

### Gruppe Feldsteinmauern
Die Gruppe hat die ID: 34326367. Feldsteinmauern auf vier Höfen als Begrenzung der Hauptdurchgangsstraße in Nord-Süd-Richtung und eines Platzes in der Dorfmitte

| Lage                                                | Bezeichnung    | Beschreibung                                                     | ID       | Bild |
| --------------------------------------------------- | -------------- | ---------------------------------------------------------------- | -------- | ---- |
| Ellringer Neetzetal 24 53° 13′ 25″ N, 10° 42′ 12″ O | Feldsteinmauer | Feldsteinmauer an der Hauptstraße zur Einfriedung der Hofanlagen | 28825872 | BW   |
| Ellringer Neetzetal 17 53° 13′ 20″ N, 10° 42′ 11″ O | Feldsteinmauer | Feldsteinmauer an der Hauptstraße zur Einfriedung der Hofanlagen | 28825904 | BW   |
| Ellringer Neetzetal 19 53° 13′ 24″ N, 10° 42′ 12″ O | Feldsteinmauer | Feldsteinmauer an der Hauptstraße zur Einfriedung der Hofanlagen | 28825840 | BW   |

### Einzelobjekte
| Lage                                               | Bezeichnung               | Beschreibung | ID       | Bild |
| -------------------------------------------------- | ------------------------- | --- | -------- | ---- |
| An der Wassermühle 3 53° 13′ 24″ N, 10° 42′ 21″ O  | Mühle Ellringen           | Traufständiger, eingeschossiger Fachwerkbau unter steilem Halbwalmdach in Hohlpfannendeckung. Mauer zur Neetze aus Backstein. Mittiges Zwerchhaus mit Aufzugsluke. Errichtet 1819. Angebautes Wohnhaus als zweigeschossiger Fachwerkbau mit der West- und Nordseite aus Backstein unter flachem Satteldach. Symmetrische Aufteilung der Straßenfassade mit mittigem Eingang. Errichtet 1902(i). | 28826435 | BW   |
| An der Wassermühle 3 53° 13′ 24″ N, 10° 42′ 25″ O  | Mühlenteich               | Breit gelagerter Mühlenteich der Wassermühle Ellringen. Im Süden der Mühle. | 28827177 | BW   |
| Ellringer Neetzetal 17 53° 13′ 21″ N, 10° 42′ 9″ O | Wohn-/ Wirtschaftsgebäude | Eingeschossiger Fachwerkbau in Zweiständerbauweise mit Backsteinausfachung unter Halbwalmdach ursprünglich in Weichdeckung. An beiden Längsseiten Zwerchhäuser über den Fletteingängen. Bauinschriften am Torpfosten des Garteneingangs und über dem Dielentor. Errichtet 1853 / 1870(i). | 28826416 | BW   |

## Lemgrabe

### Einzelobjekte
| Lage                                      | Bezeichnung               | Beschreibung | ID       | Bild |
| ----------------------------------------- | ------------------------- | --- | -------- | ---- |
| Dorfstraße 2 53° 10′ 37″ N, 10° 42′ 57″ O | Wohn-/ Wirtschaftsgebäude | Eingeschossiger Zweiständerbau mit Backsteinausfachungen über Feldsteinsockel unter Halbwalmdach ursprünglich in Weichdeckung. Errichtet 1833(i). | 28826890 | BW   |

## Quickborn

### Gruppe: Bleckeder Str. 15
Die Gruppe hat die ID: 34326418. Hofanlage mit Wohn-/Wirtschaftsgebäude und Stall/Remise sowie Baumbestand. Die Zufahrt erfolgt vom Dorfplatz aus.

| Lage                         | Bezeichnung               | Beschreibung | ID       | Bild |
| ---------------------------- | ------------------------- | --- | -------- | ---- |
| 53° 11′ 12″ N, 10° 45′ 9″ O  | Stall/Remise              | Fachwerkbau mit Backsteinausfachung unter Satteldach in Ziegeldeckung. Halb als Stall, halb als offene Remise ausgebildet. Auf Hofseite Zwerchhaus mit Ladeluke. Errichtet gegen 1880. | 28826982 | BW   |
| 53° 11′ 11″ N, 10° 45′ 10″ O | Wohn-/ Wirtschaftsgebäude | Eingeschossiger Fachwerkbau in Zweiständerbauweise mit Backsteinausfachung unter Halbwalmdach in Faserzementrautendeckung. Errichtet 1818.                                             | 28827000 | BW   |

### Einzelobjekte
| Lage                                             | Bezeichnung               | Beschreibung | ID       | Bild |
| ------------------------------------------------ | ------------------------- | --- | -------- | ---- |
| Bleckeder Straße 8 53° 11′ 8″ N, 10° 45′ 7″ O    | Wohnhaus (Doppelwohnhaus) | Doppelwohnhaus. Traufständiger, eingeschossiger Fachwerkbau mit Backsteinausfachung über Steinquadersockel unter Halbwalmdach in Hohlpfannendeckung. Mittige Querdiele und zwei außen liegenden Eingängen. Errichtet gegen 1880.                                                                                   | 28826927 | BW   |
| Bleckeder Straße 11 53° 11′ 9″ N, 10° 45′ 7″ O   | Wohnhaus (Doppelwohnhaus) | Traufständiger, eingeschossiger Backsteinbau mit ausgebautem Drempel unter Satteldach in Ziegelpfannendeckung. Straßenfassade betont durch Mittelrisalit und Altanvorbau. Je ein Eingang an den Giebelseiten. Fassade durch Ziegeldekor plastische gegliedert, u.a. Eckquaderung und Giebelfriese. Errichtet 1912. | 28826944 | BW   |
| Bleckeder Straße 14 53° 11′ 14″ N, 10° 45′ 13″ O | Wohn-/ Wirtschaftsgebäude | Traufständiger, eingeschossiger Backsteinbau unter Halbwalmdach in Ziegelpfannendeckung. Zweigeschossiger, außermittiger Risalit mit Fluggespärre und repräsentativer Eingangstür auf Westseite. Dieleneinfahrt auf Südseite. Fassaden plastische gegliedert durch Ziegeldekor. Errichtet 1914.                    | 28826963 | BW   |

## Sommerbeck

### Gruppe: Klein Sommerbeck 2
Die Gruppe hat die ID: 34326434. Hofanlage mit Wohn/-Wirtschaftsgebäude und Stall sowie altem Baumbestand. Beide Gebäude stehen giebelständig von der Straße zurückgesetzt und parallel zueinander.

| Lage                                           | Bezeichnung              | Beschreibung | ID       | Bild |
| ---------------------------------------------- | ------------------------ | --- | -------- | ---- |
| Klein Sommerbeck 2 53° 12′ 4″ N, 10° 40′ 51″ O | Wohn-/Wirtschaftsgebäude | Eingeschossiger Fachwerkbau in Zweiständerbauweise mit Backsteinausfachung über Hausteinsockel unter Halbwalmdach in Reetdeckung. Wohngiebel im EG in Backstein ersetzt. Spruchinschrift am Wohn- und Wirtschaftsgiebel. Errichtet 1822(i), mit umgebendem Baumbestand. | 28827072 | BW   |
| Klein Sommerbeck 2 53° 12′ 4″ N, 10° 40′ 50″ O | Stall                    | Langgestreckter Fachwerkbau mit Backsteinausfachung auf Backsteinsockel unter Satteldach in Hohlpfannendeckung. Hofseitig Zwerchhaus mit Ladeluke. Errichtet gegen 1880.                                                                                                | 28827036 | BW   |

### Einzelobjekte
| Lage                                            | Bezeichnung               | Beschreibung | ID       | Bild |
| ----------------------------------------------- | ------------------------- | --- | -------- | ---- |
| Klein Sommerbeck 1 53° 12′ 6″ N, 10° 40′ 57″ O  | Wohn-/ Wirtschaftsgebäude | Eingeschossiger Fachwerkbau in Zweiständerbauweise mit hell verputzten Gefachen unter Halbwalmdach in Reetdeckung. Vorschauer. Spruchinschrift am Wohn- und Wirtschaftsgiebel. Errichtet 1824(i). | 28827091 | BW   |
| Klein Sommerbeck 15 53° 12′ 6″ N, 10° 40′ 42″ O | Forstamt „Junkernhof“     | Eingeschossiger Fachwerkbau in Zweiständerbauweise mit Backsteinausfachung über Feldsteinsockel unter Halbwalmdach in Reetdeckung. Errichtet erste Hälfte 19. Jh.                                 | 28827110 | BW   |